# Юнацький чемпіонат Європи з футболу (U-18) 1997
Чемпіонат Європи з футболу серед юнаків віком до 18 років 1997 року — пройшов в Ісландії з 24 по 31 липня. Переможцем стала збірна Франції, яка у фіналі перемогла збірну Португалії із рахунком 1:0.

## Учасники
- Франція
- Угорщина
- Ісландія (господарі)
- Ізраїль
- Португалія
- Ірландія
- Іспанія
- Швейцарія

## Груповий етап

### Група A
| Збірна     | І | В | Н | П | ГЗ | ГП | РГ | О |
| ---------- | - | - | - | - | -- | -- | -- | - |
| Португалія | 3 | 3 | 0 | 0 | 5  | 0  | +5 | 9 |
| Іспанія    | 3 | 1 | 1 | 1 | 3  | 4  | –1 | 4 |
| Ісландія   | 3 | 0 | 2 | 1 | 3  | 4  | –1 | 2 |
| Угорщина   | 3 | 0 | 1 | 2 | 3  | 6  | –3 | 1 |

| 24 липня |

| Португалія | 2 – 0 | Угорщина |
| ---------- | ----- | -------- |
|            |       |          |

| Коупавоґур |

| 24 липня |

| Ісландія | 1 – 1 | Іспанія |
| -------- | ----- | ------- |
|          |       |         |

| Рейк'явік |

| 26 липня |

| Іспанія | 2 – 1 | Угорщина |
| ------- | ----- | -------- |
|         |       |          |

| Каплакрікавагур |

| 26 липня |

| Ісландія | 0 – 1 | Португалія |
| -------- | ----- | ---------- |
|          |       |            |

| Акранес |

| 28 липня |

| Іспанія | 0 – 2 | Португалія |
| ------- | ----- | ---------- |
|         |       |            |

| Рейк'явік |

| 28 липня |

| Угорщина | 2 – 2 | Ісландія |
| -------- | ----- | -------- |
|          |       |          |

| Лаугар |

### Група B
| Збірна    | І | В | Н | П | ГЗ | ГП | РГ | О |
| --------- | - | - | - | - | -- | -- | -- | - |
| Франція   | 3 | 3 | 0 | 0 | 6  | 2  | +4 | 9 |
| Ірландія  | 3 | 1 | 1 | 1 | 4  | 4  | 0  | 4 |
| Швейцарія | 3 | 1 | 0 | 2 | 3  | 2  | +1 | 3 |
| Ізраїль   | 3 | 0 | 1 | 2 | 1  | 6  | –5 | 1 |

| 24 липня |

| Франція | 3 – 2 | Ірландія |
| ------- | ----- | -------- |
|         |       |          |

| Гапнарфйордур |

| 24 липня |

| Ізраїль | 0 – 3 | Швейцарія |
| ------- | ----- | --------- |
|         |       |           |

| Акранес |

| 26 липня |

| Ізраїль | 0 – 2 | Франція |
| ------- | ----- | ------- |
|         |       |         |

| Рейк'явік |

| 26 липня |

| Швейцарія | 0 – 1 | Ірландія |
| --------- | ----- | -------- |
|           |       |          |

| Фйолнівйоллюр |

| 28 липня |

| Ірландія | 1 – 1 | Ізраїль |
| -------- | ----- | ------- |
|          |       |         |

| Коупавоґур |

| 28 липня |

| Швейцарія | 0 – 1 | Франція |
| --------- | ----- | ------- |
|           |       |         |

| Фйолнівйоллюр |

## Матч за 3-тє місце
| 31 липня 1997 |

| Іспанія | 2 – 1 | Ірландія |
| ------- | ----- | -------- |
|         |       |          |

| Гапнарфйордур |

## Фінал
| 31 липня 1997 |

| Франція | 1 – 0 (зг) | Португалія |
| ------- | ---------- | ---------- |
| Саа 95' |            |            |

| Рейк'явік |

| Чемпіон Європи 1997 |
| ------------------- |
| Франція 4-й титул   |